# Richterhöhe

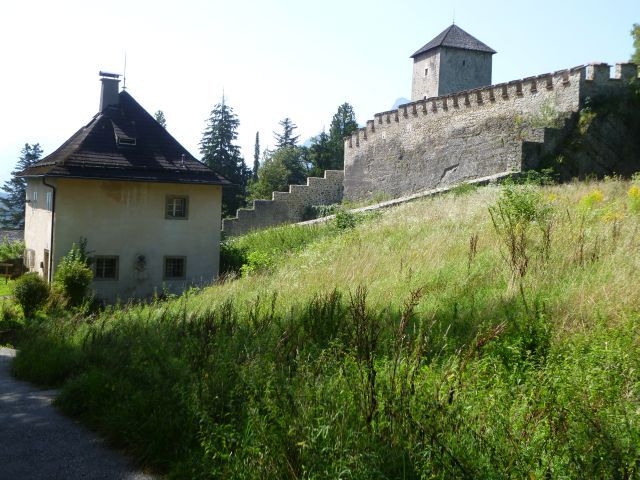
Unterer Zwinger: Georgsturm mit Blick auf die Richterhöhe

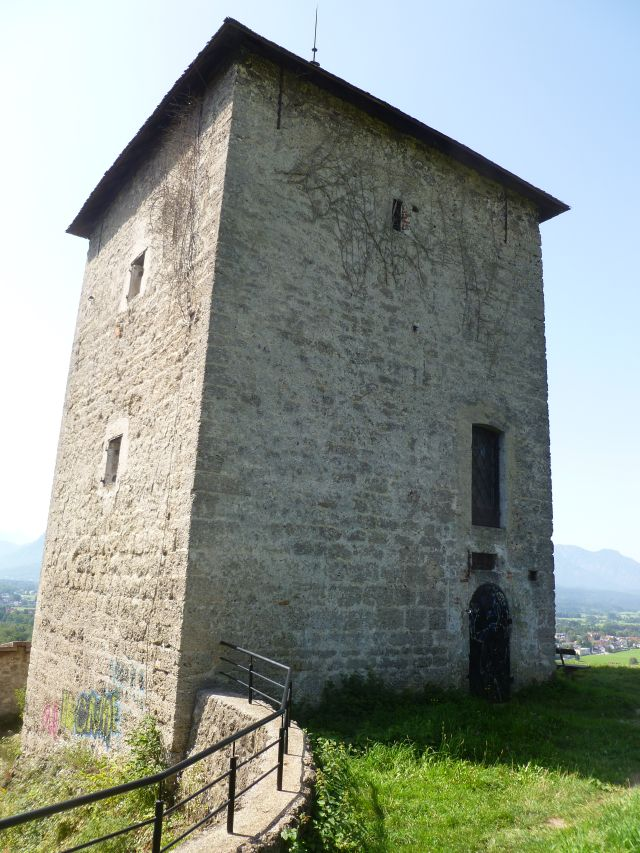
Richterhöhe: Josefsturm

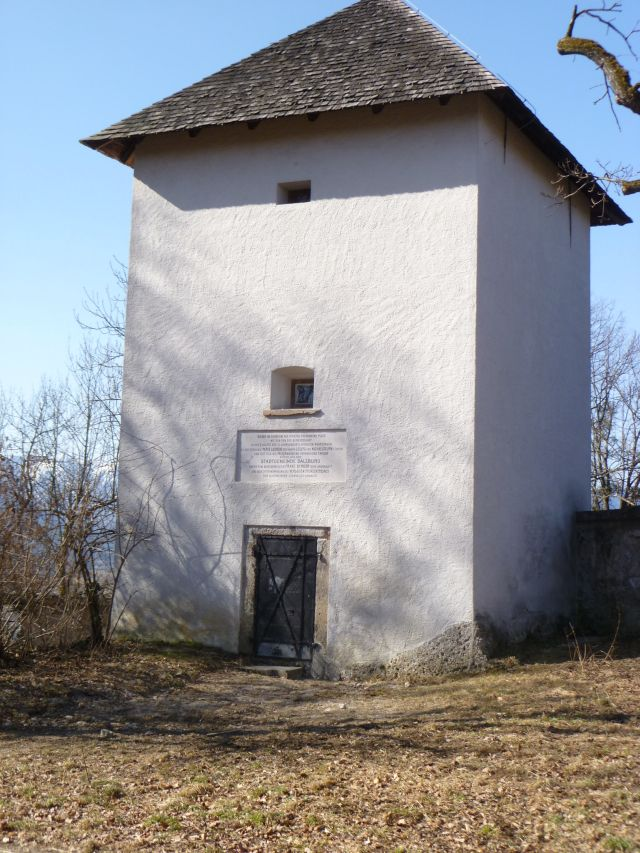
Richterhöhe: Michaelsturm

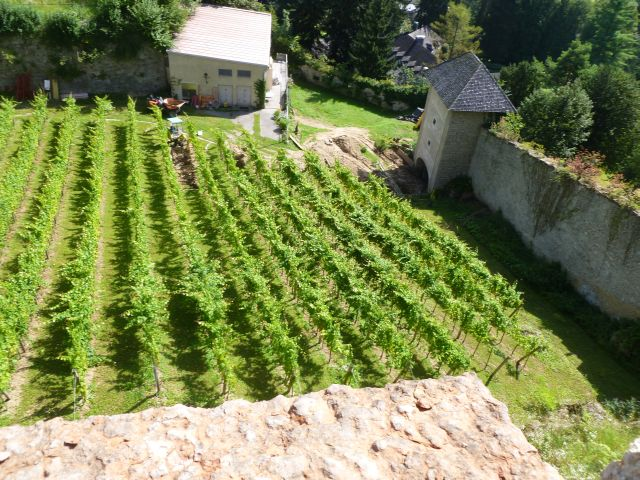
Unterer Zwinger: Bertoldsturm mit Weingarten

Die Richterhöhe bildet mit 507 m Höhe die höchste Erhebung des Mönchsberges in Salzburg. Die beiden Zwinger im Südwesten des Mönchsberges, der obere Falkenzwinger und der untere Bertholdszwinger sind Teil der historischen Befestigungsanlagen des Berges. Sie stammen im Wesentlichen aus dem Mittelalter, werden aber nach Fürsterzbischof Paris von Lodron (1586–1653) gelegentlich irrtümlich auch Lodronsche Zwinger oder Paris-Lodron-Zwinger genannt. 1906 wurde die Anhöhe des Oberen Zwingers zu Ehren des Geografen, Historikers und Alpinisten Eduard Richter (1847–1905) Eduard-Richter-Höhe genannt, 1907 wurde ihm dort auch ein Denkmal errichtet.

## Die Zwinger im Südwesten des Mönchsberges

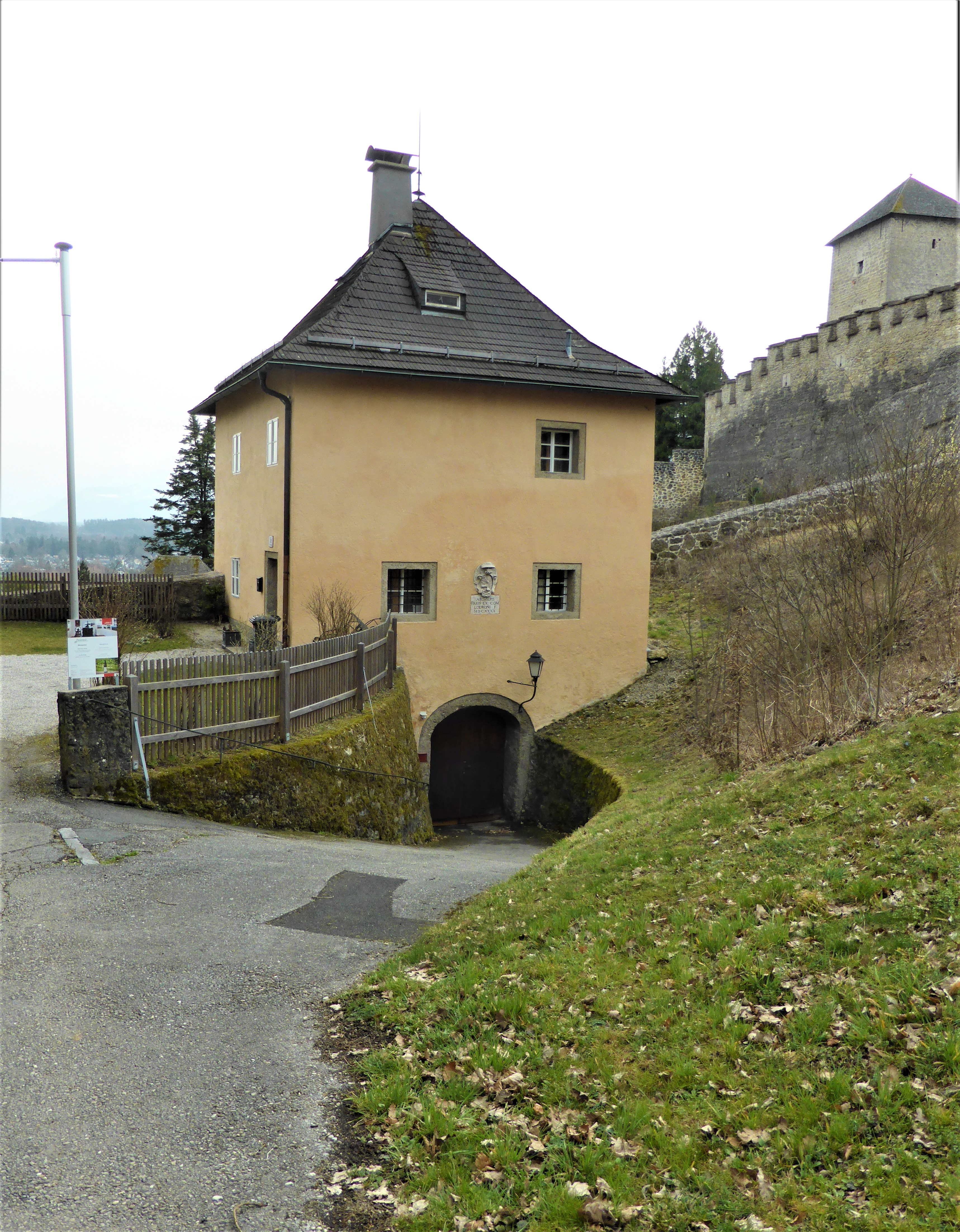
Lodronsches Militärwachthaus (heute Weinbau Museum Salzburg)

Der Untere Zwinger (Bertholdszwinger) versperrt einen leicht zugänglichen Weg auf den Mönchsberg und war zugleich als Ausfalltor angelegt. Der Untere Zwinger ist ein Mauergeviert mit zwei Toren: Sollten Angreifer durch das untere Ausfalltor eindringen, konnten sie in dem Geviert von vier Seiten aus bekämpft werden. Das untere Tor befindet sich im Bertoldsturm (früher Florianiturm) genannt, der obere im Lodronschen Militärwachthaus.
Auf der Richterhöhe (Oberer Zwinger, Falkenzwinger) befinden sich der Michaelsturm und der Josefsturm, die beide wohl aus dem 14. Jahrhundert stammen. Diese Türme wurden in der Neuzeit z. T. lange Zeit (urkundlich erwähnt etwa 1724) als Depot für Pulver verwendet. 1831 fiel der baufällige mittelalterliche Falkenturm in sich zusammen, an Stelle der früheren Turmes wurde das Marien- oder Kupelwieserschlössl errichtet. Ein vierter Turm, der kleine erhaltene Barbaraturm schloss früher den Oberen Zwinger nach Norden hin ab.

## Richterhöhe heute
Seit 1905 befindet sich die Örtlichkeit im Eigentum der Stadt Salzburg. Die Wehranlage wurde in den Jahren nach 2004 restauriert.
Auf der Erhebung befindet sich eine Gedenkstätte für Eduard Richter, einen österreichischen Geographen und Gletscherforscher; daher ist auch die Bezeichnung Richterhöhe gebräuchlich. Ebenso befindet sich hier die vom Chor der Salzburger Mittelschüler 1931 gepflanzte Volkslied-Linde.
1908 wurde mit Ausblick auf die umgebende Bergwelt auf Initiative des Stadtvereines ein marmorner Orientierungstisch nach Plänen von Oberst E. Hettwers errichtet., der seitens der Stadt Salzburg zuletzt wieder restauriert wurde. 
Auf südseitigen Steilhängen von Möchsberg und Festungsberg außerhalb der Wehranlagen wurde im Mittelalter z. T. Wein angebaut. Diese mittelalterliche Nutzung war der Anlass, hier einen kleinen Weingarten (0,25 ha) durch die Pfadfinder bzw. durch ein mit den Pfadfindern verbundenes Weingut 2008 anzulegen; das niederösterreichische Weingut erzeugt für die Salzburger Pfadfinder und Pfadfinderinnen hier Wein. Seit 2021 ist im Lodronschen Militärwachthaus das Weinbau Museum Salzburg untergebracht.
Von der Richterhöhe aus hat man einen schönen Ausblick in Richtung Süden, auf das Schloss Leopoldskron, auf das Salzburger Becken und das umliegende Hochgebirge.

## Weitere Bilder

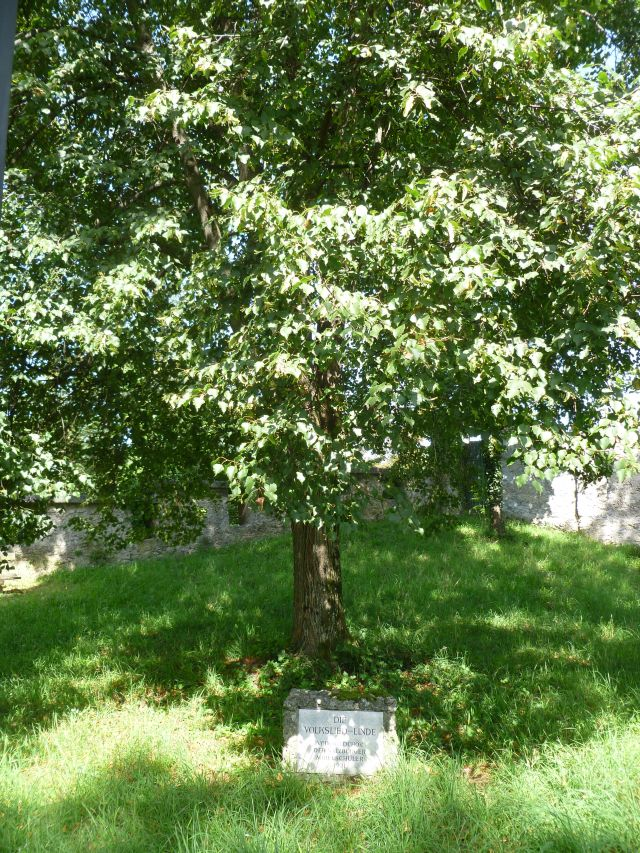
Richterhöhe: Volksliedlinde
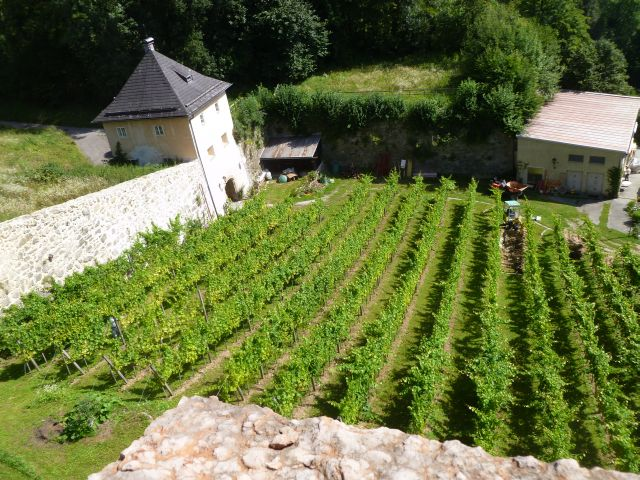
Unterer Zwinger: Georgs-Wehrturm mit Weingarten
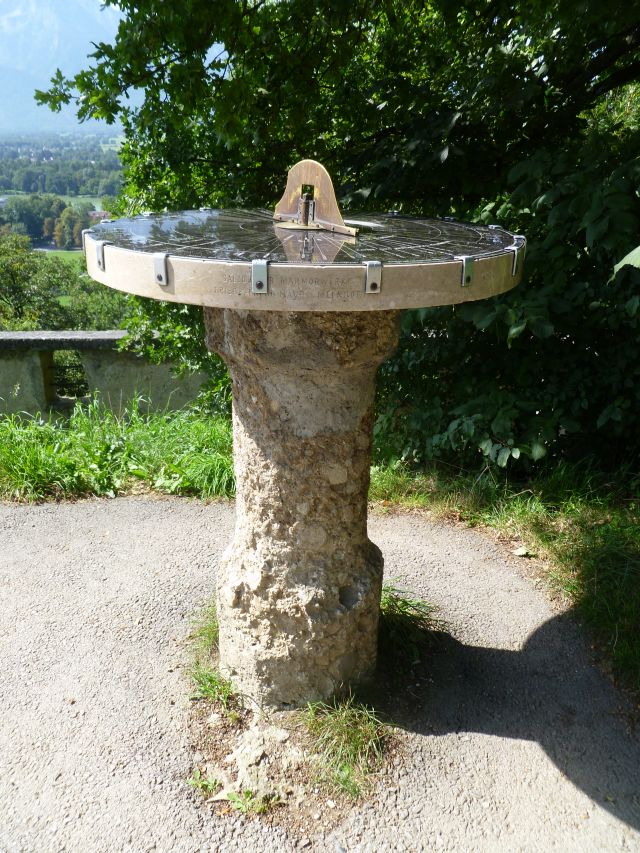
Richterhöhe: Orientierungstisch mit Windrose
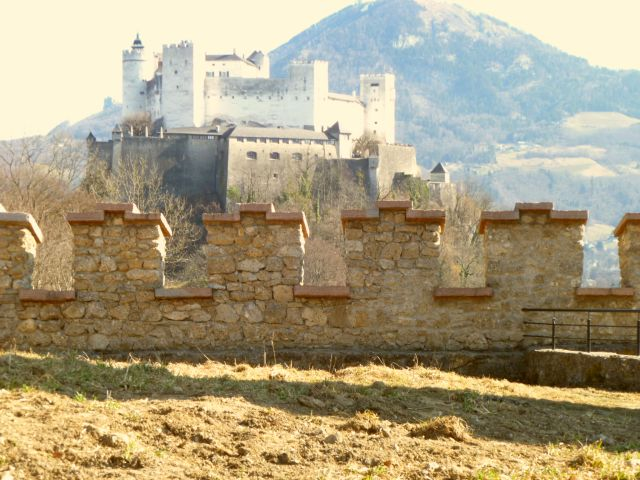
Richterhöhe: Blick auf die Festung Hohensalzburg
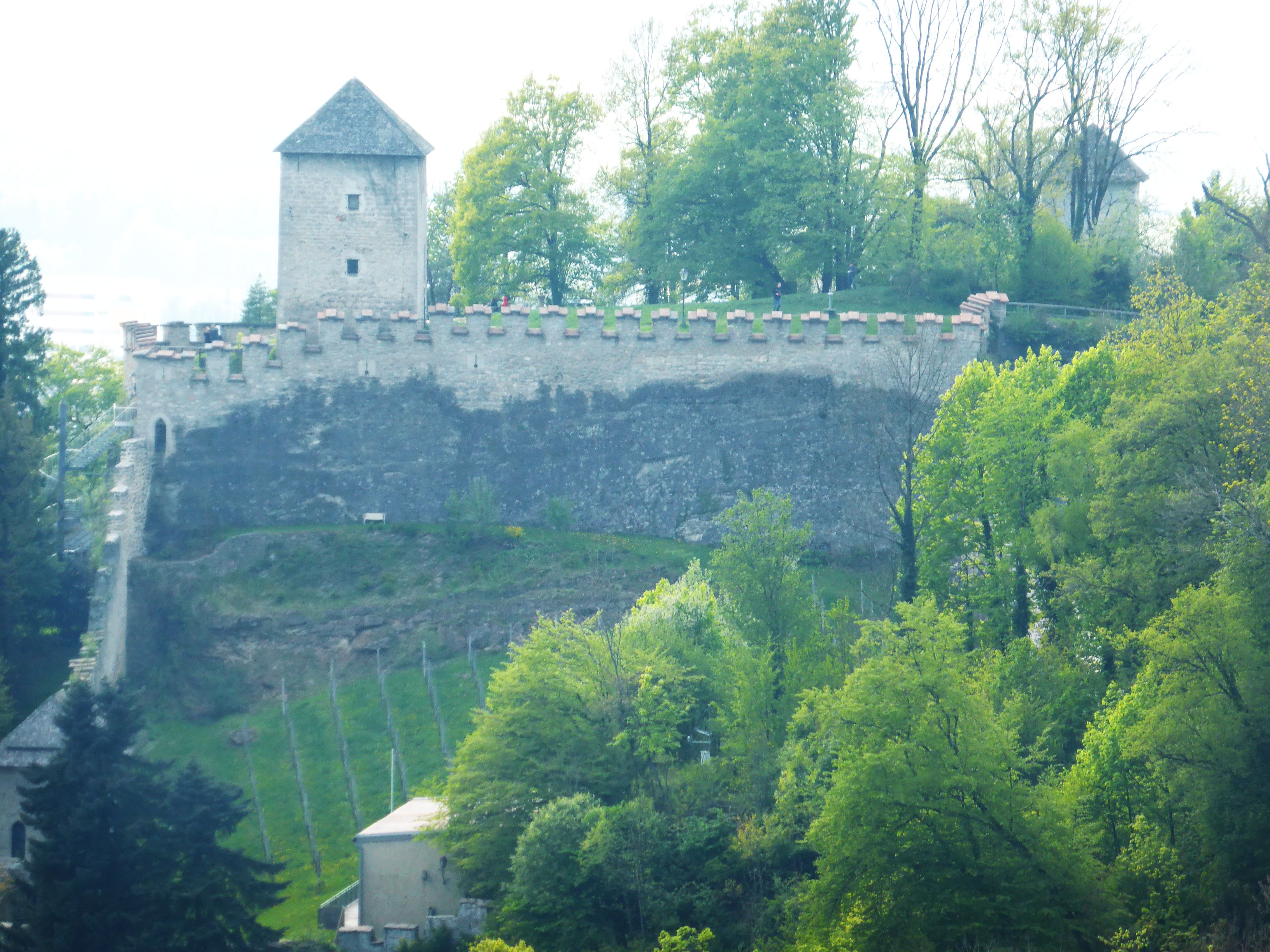
Richterhöhe von der Festung Hohensalzburg
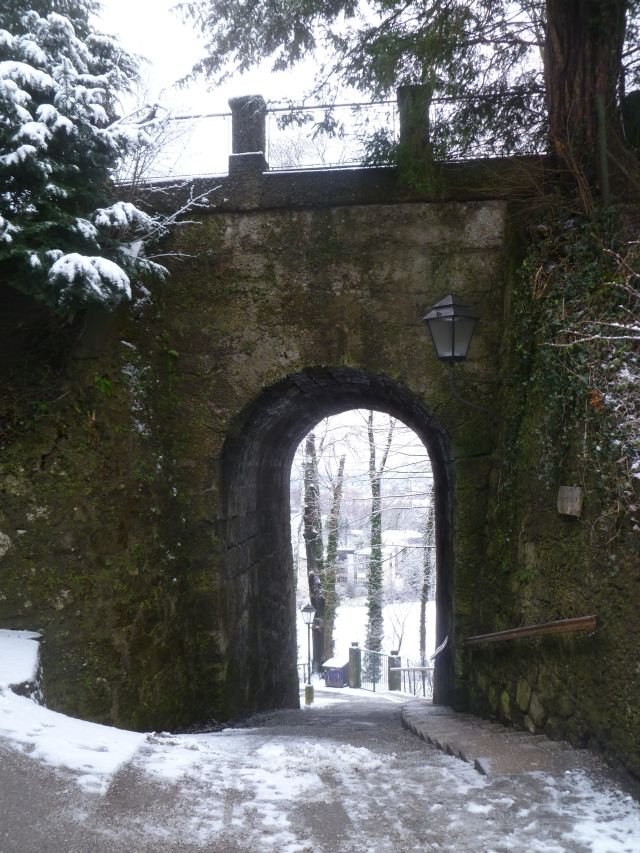
Bürgermeisterloch am Weg von den Zwingern zur Festung Hohensalzburg